# Apheliona unica
Apheliona unica är en insektsart som beskrevs av Irena Dworakowska 1994. Apheliona unica ingår i släktet Apheliona och familjen dvärgstritar. Inga underarter finns listade i Catalogue of Life.